# Мітья Шивич
Мітья Шивич (словен. Mitja Šivic; нар. 1 жовтня 1979, Брезє) — словенський хокеїст, що грав на позиції нападника. Грав за збірну команду Словенії. По завершенні ігрової кар'єри — тренер.

## Ігрова кар'єра
Професійну хокейну кар'єру розпочав 1999 року.
Протягом професійної клубної ігрової кар'єри, що тривала 18 років, захищав кольори команд «Олімпія» (Любляна), ХКМК (Блед), ТХК (Твер), «Кристал» (Саратов), Керамін-Мінськ, «Дябл Руж Де Бріансон», «Брюле-де-Луп» та «Ліон».
Виступав за збірну Словенії.

## Нагороди та досягнення
- Чемпіон Словенії в складі «Олімпія» (Любляна) — 1998, 2000, 2001, 2002, 2003, 2004, 2007.
- Чемпіон Франції в складі «Дябл Руж Де Бріансон» — 2008.
- Чемпіон Франції в складі «Брюле-де-Луп» — 2009.

## Тренерська кар'єра
З 2015 по 2019 роки Шивич очолював тренерський штаб французького клубу «Ліон». 
Влітку 2019 року повернувся на батьківщину, де очолив команду «Єсеніце». З 2021 по 2023 роки Мітья очолив клуб «Олімпія» (Любляна).
З 2023 року очолює молодіжну збірну Словенії.
З сезону 2024–25 спортивний директор клубу «Олімпія» (Любляна).

## Статистика
| Сезон   | Клуб                 | Ліга                  | Регулярний сезон | Регулярний сезон | Регулярний сезон | Регулярний сезон | Регулярний сезон | Плей-оф | Плей-оф | Плей-оф | Плей-оф | Плей-оф |
| Сезон   | Клуб                 | Ліга                  | І                | Г                | П                | О                | ШХ               | І       | Г       | П       | О       | ШХ      |
| ------- | -------------------- | --------------------- | ---------------- | ---------------- | ---------------- | ---------------- | ---------------- | ------- | ------- | ------- | ------- | ------- |
| 1997–98 | «Олімпія» (Любляна)  | Словенія              |                  |                  |                  |                  |                  |         |         |         |         |         |
| 1998–99 | ХКМК (Блед)          | АльпХЛ                |                  |                  |                  |                  |                  |         |         |         |         |         |
| 2000–01 | «Олімпія» (Любляна)  | Словенія              | 23               | 17               | 9                | 26               | 20               |         |         |         |         |         |
| 2001–02 | «Олімпія» (Любляна)  | Інтерліга             | 14               | 11               | 10               | 21               | 16               |         |         |         |         |         |
| 2001–02 | «Олімпія» (Любляна)  | Словенія              | 14               | 15               | 10               | 25               | 26               |         |         |         |         |         |
| 2002–03 | ТХК (Твер)           | Вища ліга Росії       | 43               | 7                | 6                | 13               | 26               |         |         |         |         |         |
| 2003–04 | «Олімпія» (Любляна)  | Інтерліга             | 13               | 4                | 3                | 7                | 0                | 4       | 2       | 1       | 3       | 6       |
| 2003–04 | «Олімпія» (Любляна)  | Словенія              | 12               | 6                | 7                | 13               | 6                | 4       | 0       | 1       | 1       | 0       |
| 2004–05 | «Кристал» (Саратов)  | Вища ліга Росії       | 34               | 5                | 6                | 11               | 8                |         |         |         |         |         |
| 2004–05 | Керамін-Мінськ       | Білоруська екстраліга | 4                | 0                | 1                | 1                | 0                |         |         |         |         |         |
| 2004–05 | «Олімпія» (Любляна)  | Словенія              | 13               | 1                | 3                | 4                | 18               |         |         |         |         |         |
| 2005–06 | «Олімпія» (Любляна)  | Інтерліга             | 22               | 14               | 8                | 22               | 0                | 5       | 4       | 3       | 7       | 2       |
| 2005–06 | «Олімпія» (Любляна)  | Словенія              | 24               | 18               | 18               | 36               | 36               |         |         |         |         |         |
| 2006–07 | «Олімпія» (Любляна)  | Інтерліга             | 15               | 5                | 9                | 14               | 46               |         |         |         |         |         |
| 2006–07 | «Олімпія» (Любляна)  | Словенія              | 22               | 13               | 17               | 30               | 14               | 5       | 0       | 3       | 3       | 0       |
| 2006–07 | «Олімпія» (Любляна)  | Словенія              | 22               | 13               | 17               | 30               | 14               | 5       | 0       | 3       | 3       | 0       |
| 2007–08 | Дябл Руж Де Бріансон | Ліга Магнус           | 26               | 13               | 13               | 26               | 36               | 9       | 7       | 9       | 16      | 2       |
| 2008–09 | Брюле-де-Луп         | Ліга Магнус           | 26               | 19               | 23               | 42               | 12               | 11      | 4       | 6       | 10      | 6       |
| 2009–10 | Брюле-де-Луп         | Ліга Магнус           | 24               | 19               | 12               | 31               | 12               | 9       | 3       | 4       | 7       | 4       |
| 2010–11 | Брюле-де-Луп         | Ліга Магнус           | 24               | 11               | 14               | 25               | 18               |         |         |         |         |         |
| 2011–12 | Брюле-де-Луп         | Ліга Магнус           | 26               | 11               | 16               | 27               | 18               | 20      | 7       | 7       | 14      | 16      |
| 2012–13 | Бріансон             | Ліга Магнус           | 26               | 10               | 22               | 32               | 10               | 8       | 2       | 9       | 11      | 6       |
| 2013–14 | Брюле-де-Луп         | Ліга Магнус           | 26               | 7                | 14               | 21               | 6                | 5       | 1       | 4       | 5       | 2       |
| 2014–15 | Брюле-де-Луп         | Ліга Магнус           | 24               | 14               | 17               | 31               | 4                | 5       | 1       | 0       | 1       | 0       |
| 2015–16 | Ліон                 | Ліга Магнус           | 1                | 0                | 0                | 0                | 0                |         |         |         |         |         |